# Haloalcalophilium
Genre
Espèces de rang inférieur
- Haloalcalophilium atacamensis

Haloalcalophilium est un genre d'archées halophiles de la famille des Halobacteriaceae.